# Marečku, podejte mi pero!
Marečku, podejte mi pero! (littéralement en français Marečka, donne-moi le stylo !), est une comédie tchécoslovaque de 1976, réalisée par Oldřich Lipský, basée sur un scénario de Ladislav Smoljak et Zdeněk Svěrák dont c'est la deuxième collaboration après le film Jáchym, hoï ho do mročině ! (cs).

## Synopsis
L'existence heureuse de Jiří Kroupa en tant que contremaître dans une usine de machines agricoles est terminée. L'entreprise est confrontée à une modernisation de la production, ce qui nécessite des qualifications plus élevées des employés. Le supérieur de Kroup, le député Kalivoda, indique que le contremaître devra désormais être titulaire d'un diplôme d'études secondaires d'une école technique. Au début, Kroupa est catégoriquement contre l'idée de commencer les cours du soir, mais il est finalement convaincu par ses collègues. Ils sont effrayés par l'ambition de l'inspecteur obséquieux Hujer, qui convoite le poste de Kroup et attend déjà avec impatience l'école.
Le fils de Kroupa, Jiří Kroupa Jr., étudie également dans le même bâtiment scolaire et s'assoit même au même bureau pendant la journée. Il s'avère soudain que le père se trouve dans une situation bien pire que son enfant, qu'il regardait auparavant avec condescendance. Kroupa est donc confronté à la tâche de réparer sa réputation et de tenir tête à ses professeurs, camarades de classe et collègues. Finalement, avec l'aide de son fils, il termine avec succès l'école technique du soir et peut gérer une production modernisée depuis une fenêtre en verre surélevée.
En plus de cette intrigue de base, un certain nombre de situations humoristiques surgissent des différents personnages des camarades de classe de Kroup, qui ne se comportent souvent pas de manière plus mature que les élèves et les étudiants ordinaires. Le corps professoral comprend également des personnages originaux.

## Distribution
- Jiří Sovák (cs) : maître Jiří Kroupa (sénior)
- Václav Lohniský (cs) : Viktor Hujer, contrôleur (et son frère Robert Hujer
- Iva Janžurová : Eva Týfová, camarade de classe de Jiří Kroupy (sénior)
- Míla Myslíková : Madame Kroupová
- Josef Kemr : le magasinier Plha
- Ladislav Smoljak : Tuček, dit Mareček
- Zdeněk Svěrák : Šlajs, dit Hustoles
- František Kovářík : professeur Hrbolek
- Josef Abrhám : professeur principal Čeněk Janda
- Jiří Schmitzer : Jiří Kroupa (junior)
- Taťjana Medvecká : Eva Tůmová, petite amie de Jiří Kroupy jr.
- Jan Skopeček : la députée Kalivoda
- Milena Dvorská : Outratová
- Marie Motlová : Zuzanka, la fille du snack
- Jaroslava Obermaierová : professeur Zíková
- František Filipovský : professeur Lapáček
- Jiří Hálek : le directeur
- Petr Nárožný : Emil Týfa
- Jaroslav Vozáb : un interprète
- Jaroslav Weigel : Rousek
- Petr Brukner : Famfula
- Vladimír Hrabánek : Hora
- Pavel Vondruška : Svátek
- Jiří Lír : Dudek
- Zdeněk Srstka : Mužík
- Libuše Švormová : Ječná
- Vladimír Hrubý : un portier
- Oldřich Velen : l'oncle de Hujer
- Darja Hajská : Tante Máňa
- Václav Trégl : le vieux M. Plha
- Václav Kotva : le chef de gare
- Gabriela Osvaldová : une étudiante
- Tomáš Holý : un élève de Matula